# Superkupa Shqiptar 2005
La Superkupa Shqiptar 2005 è stata la 12ª edizione della supercoppa albanese.
La partita fu disputata dal KF Tirana, vincitore del campionato, e dal Teuta Durrës, vincitore della coppa.
Questa edizione si giocò allo Qemal Stafa Stadium di Tirana e vinse il KF Tirana 2-0.
Per la squadra della capitale è il quinto titolo, vinto ai tiri di rigore dopo che l'incontro terminò 0-0.

## Tabellino
| Tirana 21 agosto 2005 | KF Tirana    | 5 – 4 | Teuta Durrës | Qemal Stafa Stadium (3.500 spett.)\| Arbitro: \| Albano Janku \| |
| Arbitro:              | Albano Janku |       |              |                                                                  |